# Цимбалюк Григорій Миколайович
Цимбалю́к Григо́рій Микола́йович (23 листопада 1957, с. Вірля) — український письменник, член Національної спілки письменників України (з 2005).

## Біографія
Народився 23 листопада 1957 року у селі Вірля Баранівського району Житомирської області в багатодітній сім'ї.
З 1965 року по 1973 рік навчався у Климентіївській восьмирічній школі.
У 1973—1975 рр. Здобував фах суднового електромонтажника в Миколаївському професійно-технічному училищі № 12.
1975—1976 рр. Працював судновим електриком у м. Миколаєві.
1976—1979 рр. Проходив службу на кораблях Військово-морського флоту; за плечима дві бойові служби в Середземному морі й Атлантичному океані.
1979—1983 рр. — матрос і стерновий на риболовецьких суднах Калінінградської бази тралового флоту.
У 1983—1984 рр. Перебував на Півночі, в Тюменській області, де працював і «бичував».
1984—1985 рр. — слюсар і кочегар на Житомирській кондитерській фабриці.
У 1985 році поступив до Житомирського державного педагогічного інституту ім. Івана Франка на стаціонарне навчання.
1989 року закінчив філологічний факультет інституту.
1989—1990 рр. Працював вихователе у школі-інтернаті № 3 м. Житомира.
У 1991—1992 рр. — кореспондент газети «Вільне слово», м. Житомир.
1992—1996 рр. Займався підприємницькою діяльністю, заснував кілька приватних структур.
З 1996 року — провідний інженер державного підприємства «Житомирський науково-виробничий центр сандартизації, метрології та сертифікації», територіального органу Держспоживстандарту України. Нині — начальник науково-методичного відділу цього підприємства.
Член Національної спілки письменників України.
Учасник Антитерористичної операції на Донбасі, добровольцем вирушив на східний фронт. Отримав відзнаки за участь в АТО у 2014-2015 роках.

## Літературна діяльність
Почав писати у середині 90-х років. Публікував твори у різних антологіях, літературних журналах та газетах. Зокрема, його новели друкувалися у таких виданнях, як «Квіти в темній кімнаті», «Вечеря на дванадцять персон», а також на сторінках «Кур'єра Кривбасу». Є головним редактором журналу «Світло спілкування».

## Відзнаки
Лауреат:
- обласної літературної премії імені Василя Земляка (2012),
- літературної премії імені Василя Юхимовича (2014),
- Всеукраїнської премії імені Івана Огієнка (2015),
- літературно-мистецької премії імені Лесі Українки Житомирського обласного відділення Українського фонду культури (2016),
- літературно-мистецької премії імені Юрка Гудзя (2019).[1]

### Твори
- 2003 — «Ціна печалі»
- 2007 — «Прелюдія фіналу» (щоденниковий роман)
- 2008 — «Канчук для баніта»
- 2010 — «Акорд»
- 2011 — «Іпостасі»
- 2014 — Лицар нескореного духу: спогади про Євгена Концевича / [редкол.: Яків Зайко та ін.; ред.-упоряд. Григорій Цимбалюк]. — Житомир: ФОП «Євенок О. О.», 2014. — 357 с.